# Gettierproblemet
Gettierproblemet är ett centralt problem inom modern epistemologi. Den amerikanske filosofen Edmund Gettier presenterade problemet i en artikel 1963, som ifrågasätter idén att kunskap är rättfärdigad sann tro. Anta att en person har en rättfärdigad falsk tro och genom en slutledningsprincip kommer fram till ett nytt antagande. Anta att det nya antagandet är sant. Är detta då kunskap hos personen? De flesta svarar nekande, men de har då att ge en annan eller precisare definition av kunskap.

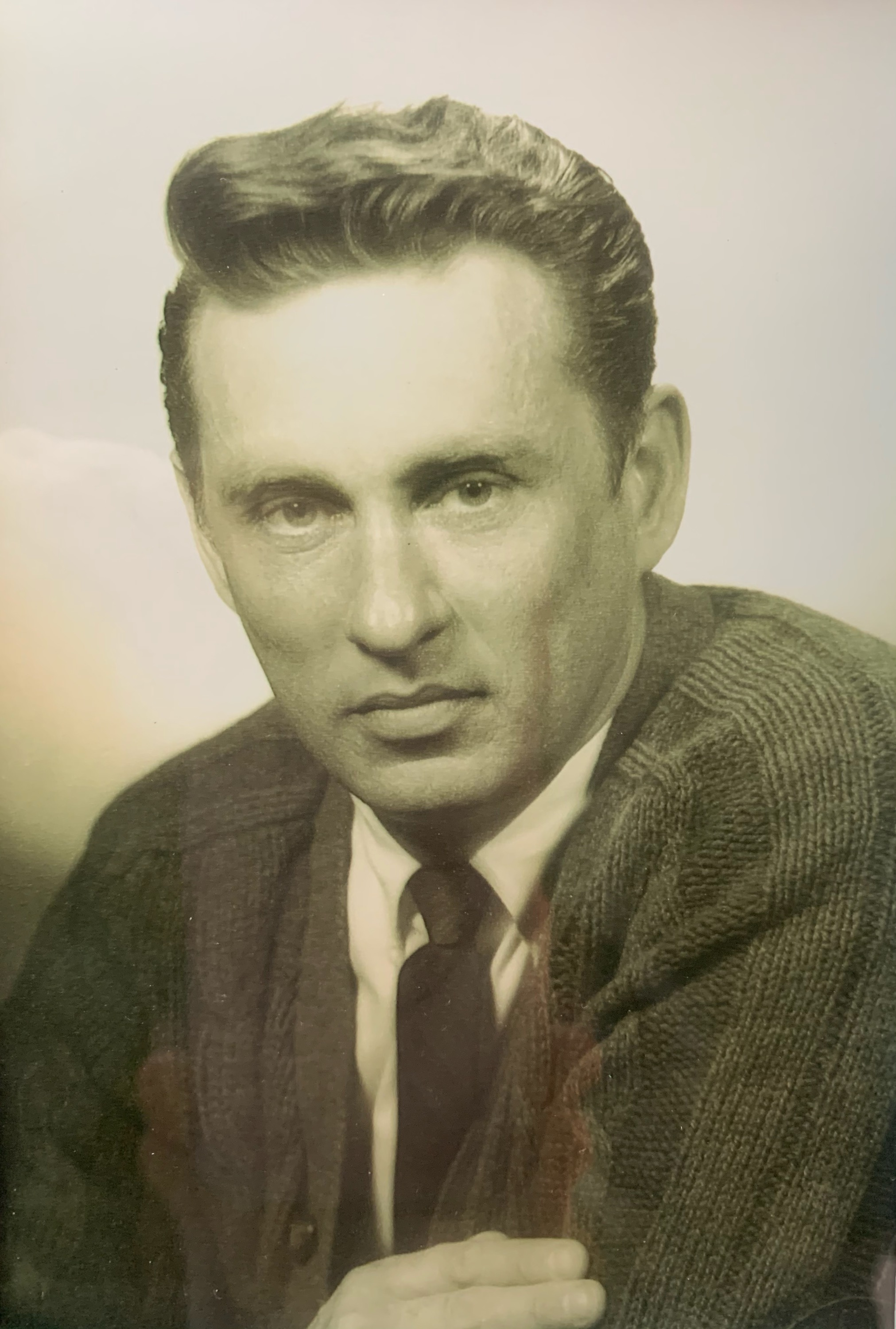
Edmund Gettier.

## Praktiska exempel

### Exempel 1
Simon söker ett jobb men har en rättfärdigad tro att "Johan kommer att få jobbet". Han har också en rättfärdigad tro att "Johan har tio kronor i fickan". Simon kan därför, rättfärdigat, dra slutsatsen att "mannen som ska få jobbet har tio kronor i fickan".
Men Johan får inte jobbet; Simon får det. Som det råkar hända har Simon (ovetande och av ren slump) också tio kronor i fickan. Så hans tro att "mannen som ska få jobbet har tio kronor i fickan" är rättfärdigad och sann, men den verkar inte vara kunskap; särskilt inte när man betänker det faktum att Simon inte visste om att han hade tio kronor i fickan.

### Exempel 2
Jag tror mig se en fågel i trädet men ser i själva verket bara ett löv. Av en händelse finns det en fågel i trädet men det är inte den jag ser. Jag har då en sann rättfärdigad tro om att "det finns en fågel i trädet", men det är inte kunskap för att jag inte vet om den verkliga fågeln som rättfärdigar min tro.

## Generell formulering
Rent generellt kan Gettierproblemet formuleras enligt följande:
Anta att en viss person P har en rättfärdigad sann tro på en sanning S som styrks av en rättfärdigad tro T. Anta att T är falsk. Kan man då säga att P vet S?